# Ronda de clasificación
Se define Ronda de Clasificación o Fase de Clasificación a una serie de enfrentamientos entre equipos que dan como resultado la ordenación de un grupo de participantes con el objeto de mantener en la competición a los mejores y el pase a las siguientes rondas de clasificación. Se distingue de la ronda de calificación en que esta última solo ordena a los participantes en la salida definitiva, en la que la posición es importante por ejemplo en Fórmula 1, pero no los elimina de la competición final. 

## Rondas
Las rondas de clasificación se realizan enfrentando a cada equipo con el resto de equipos de su grupo o área, consiguiendo 3 puntos en caso de victoria, 2 en caso de empate y 1 punto en caso de derrota. Los equipos o el equipo con más puntos pasa a la siguiente ronda, y los equipos con menos puntos quedan eliminados de las siguientes fases. 
Las rondas tienen estructura de árbol y permiten elaborar grupos entre los cuales se realizan subcampeonatos en los que el mejor clasifica para competir con los mejores de los grupos restantes. 
Cuando las rondas tienen lugar entre los mejores equipos, se denominan Playoff resultado del cual se obtiene un ganador. 
Las rondas de clasificación tienen niveles, siendo estos:
- Treintaydosavos de final
- Dieciseisavos de final
- Octavos de final
- Cuartos de final.
- Semifinal. Participan cuatro equipos jugando dos a dos. El mejor de cada enfrentamiento pasa a la final. Hay versiones a partido único o a doble partido, lo que se denomina partido de ida y partido de vuelta. Hay versiones a tres partidos como en el caso de Hockey en España.[1]
- Final. Participan dos equipos quedando un ganador o campeón y un segundo clasificado o subcampeón. Podrán jugarse igualmente a partido único o mediante varios enfrentamientos.